# Insula Java

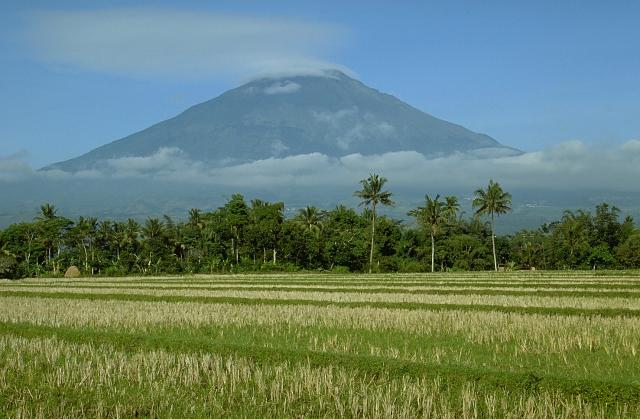

Java (indoneziană: Jawa) este o insulă din Asia de Sud Est aparținând Indoneziei. Cu o populație de 136 milioane de locuitori (excluzând 3,6 milioane de locuitori ai insulei Madura, care e administrată ca parte a uneia din provinciile javaneze), Java e cea mai populată insulă din lume și unul din cele mai dens populate locuri din lume. În Java trăiește 57% din populația Indoneziei. Tot aici se află capitala țării, Jakarta.
Java a fost centrul unor puternice imperii hinduse și budiste, precum Majapahit, ulterior a unor sultanate musulmane și, din secolul al XVII-lea, partea principală a Indiilor Orientale Olandeze. Java a fost de asemenea centrul luptei de eliberare a poporului indonezian în deceniile 1930 și 1940. Java continuă sa domine Indonezia din punct de vedere politic, economic și cultural.
Creată în mare parte ca urmare a unor erupții vulcanice, Java e a 13-a insulă ca mărime din lume si a cincea ca mărime în Indonezia. Un lanț de munți vulcanici se întinde de la est la vest ca o coloană vertebrală a insulei.
Sunt vorbite trei limbi principale, javaneza, sundaneză și madureză. Mare parte din populație e bilingvă, având indoneziana ca limbă maternă sau ca limbă secundară. Majoritatea sunt musulmani, însă Java are un amestec divers de credințe religioase, etnii și culturi.

## Administrația
Java e divizată administrativ in patru provincii:
- Banten, cu capitala: Serang
- Java de vest, cu capitala: Bandung
- Java centrală, cu capitala: Semarang
- Java de est, cu capitala: Surabaya

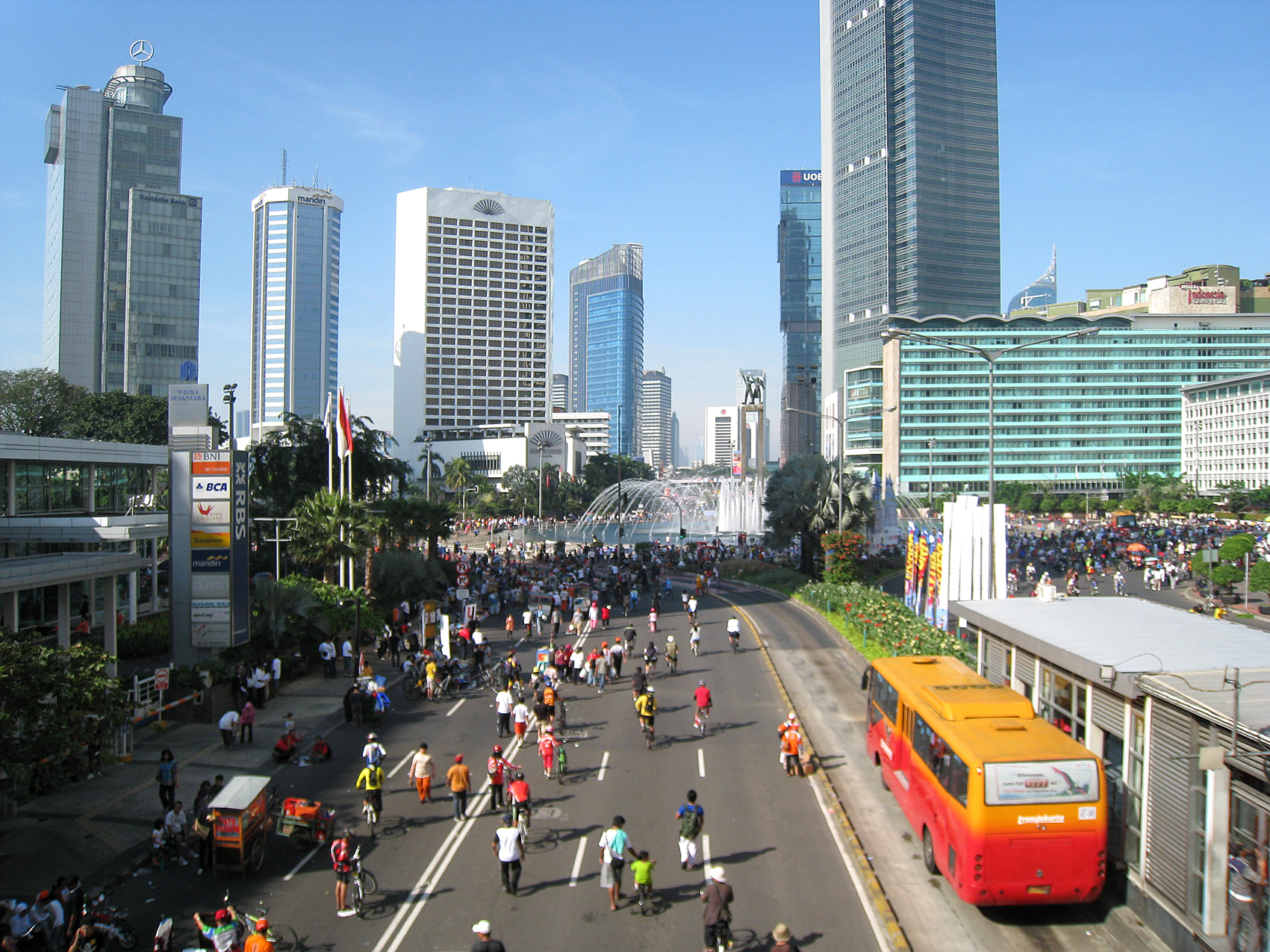
Centrul Jakartei într-o zi în care a fost interzis traficul rutier

și două regiuni speciale:
- Jakarta
- Yogyakarta